# Rechen (Heraldik)
Der Rechen ist eine im Mittelalter häufig verwendete gemeine Figur auf Wappen in der Heraldik.
Der Rechen, auch Harke bezeichnet, stellt in diesem Fall ein landwirtschaftliches Arbeitsgerät dar und wird einzeln, zwei gekreuzt oder mit einer Sense gekreuzt im Wappen genommen. Gelegentlich wird eine Garbe unter die gekreuzten Arbeitsgeräten gestellt.

Gekreuzte Rechen im Wappen von Helvíkovice, Tschechien
Gekreuzte Harken im Wappen von Wietzendorf, Niedersachsen
Rechen und Bischofsstab im Wappen von Mitteleschenbach, Bayern
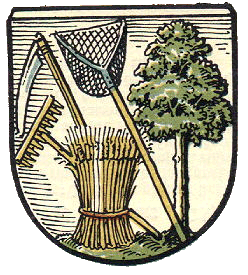
Wappen von Berlin-Heiligensee
Rechen und Heugabel im Wappen von Heumaden, Baden-Württemberg